# Zastava Haitija
Zastava Haitija usvojena je 25. siječnja 1986. godine. Civilna zastava razlikuje se od državne po tome što nema amblem.
Prvotna crveno - plava zastava prvi je put napravljena tijekom revolucije protiv francuske vlasti; pobunjenici su uklonili bijelo polje, a crveno i plavo koristili su u vodoravnom položaju.
Na Olimpijskim igrama 1936. godine u Berlinu otkriveno je da Haiti i Lihtenštajn koriste istu zastavu. Stoga je na zastavu Lihtenštajna dodana kruna.
Od 25. svibnja 1964. do 25. siječnja 1986. godine, tijekom obiteljske diktature Françoisa i Jean-Claude Duvaliera, zastava je bila drukčija; crna i crvena s okomitim poljima.

## Vanjske poveznice
- Flags of the World